# Raville
Raville è un comune francese di 250 abitanti nel dipartimento della Mosella, regione del Grande Est.

## Società

### Evoluzione demografica
Abitanti censiti